# Élections législatives de 2022 dans la Loire-Atlantique
Les élections législatives françaises de 2022 dans la Loire-Atlantique se déroulent les 12 et 19 juin 2022. Dans le département, dix députés sont à élire dans le cadre de dix circonscriptions.

## Résultats de l'élection présidentielle de 2022 par circonscription
| Circonscription | 1er tour | 1er tour | 1er tour  |         | 2d tour | 2d tour |
| Circonscription | Macron   | Le Pen   | Mélenchon | Macron  | Le Pen  |         |
| --------------- | -------- | -------- | --------- | ------- | ------- | ------- |
| Circonscription |          |          |           |         |         |         |
| 1re             | 34,42 %  | 9,39 %   | 25,92 %   | 79,52 % | 20,48 % |         |
| 2e              | 29,37 %  | 7,00 %   | 33,87 %   | 82,53 % | 17,47 % |         |
| 3e              | 29,90 %  | 13,78 %  | 29,91 %   | 74,23 % | 25,77 % |         |
| 4e              | 30,28 %  | 13,60 %  | 29,20 %   | 74,72 % | 25,28 % |         |
| 5e              | 34,47 %  | 15,33 %  | 22,03 %   | 72,86 % | 27,14 % |         |
| 6e              | 30,44 %  | 23,95 %  | 19,92 %   | 60,47 % | 39,53 % |         |
| 7e              | 33,24 %  | 20,61 %  | 16,62 %   | 62,68 % | 37,32 % |         |
| 8e              | 27,61 %  | 20,32 %  | 25,34 %   | 63,09 % | 36,91 % |         |
| 9e              | 31,81 %  | 22,17 %  | 19,16 %   | 61,87 % | 38,13 % |         |
| 10e             | 35,92 %  | 17,31 %  | 19,59 %   | 70,70 % | 29,30 % |         |

## Système électoral
Les élections législatives ont lieu au scrutin uninominal majoritaire à deux tours dans des circonscriptions uninominales.
Est élu au premier tour le candidat qui réunit la majorité absolue des suffrages exprimés et un nombre de voix au moins égal au quart (25 %) des électeurs inscrits dans la circonscription. Si aucun des candidats ne satisfait ces conditions, un second tour est organisé entre les candidats ayant réuni un nombre de voix au moins égal à un huitième des inscrits (12,5 %) ; les deux candidats arrivés en tête du premier tour se maintiennent néanmoins par défaut si un seul ou aucun d'entre eux n'a atteint ce seuil. Au second tour, le candidat arrivé en tête est déclaré élu.
Le seuil de qualification basé sur un pourcentage du total des inscrits et non des suffrages exprimés rend plus difficile l'accès au second tour lorsque l'abstention est élevée. Le système permet en revanche l'accès au second tour de plus de deux candidats si plusieurs d'entre eux franchissent le seuil de 12,5 % des inscrits. Les candidats en lice au second tour peuvent ainsi être trois, un cas de figure appelé « triangulaire ». Les second tours où s'affrontent quatre candidats, appelés « quadrangulaire » sont également possibles, mais beaucoup plus rares.

### Partis et nuances
Les résultats des élections sont publiées en France par le ministère de l'Intérieur, qui classe les partis en leur attribuant des nuances politiques. Ces dernières sont décidées par les préfets, qui les attribuent indifféremment de l'étiquette politique déclarée par les candidats, qui peut être celle d'un parti ou une candidature sans étiquette. 
En 2022, seuls les coalitions Ensemble (ENS) et Nouvelle Union populaire écologique et sociale (NUP), ainsi que le Parti radical de gauche (RDG),  l'Union des démocrates et indépendants (UDI), Les Républicains (LR), le Rassemblement national (RN) et Reconquête (REC) se voient attribués en 2022 des nuances propres,,. 
Tous les autres partis se voient attribuer l'une ou l'autre des nuances suivantes : DXG (divers extrême gauche), DVG (divers gauche), ECO (écologiste), REG (régionaliste), DVC (divers centre), DVD (divers droite), DSV (droite souverainiste) et DXD (divers extrême droite). Des partis comme Debout la France ou Lutte ouvrière ne disposent ainsi pas de nuances propres, et leurs résultats nationaux ne sont pas publiés séparément par le ministère, car mélangés avec d'autres partis (respectivement dans les nuances DSV et DXG),.

## Résultats

### Élus
| Circonscription                                 | Député sortant                          | Parti | Parti | Groupe | Député élu ou réélu | Parti | Parti      | Groupe    |
| ----------------------------------------------- | --------------------------------------- | ----- | ----- | ------ | ------------------- | ----- | ---------- | --------- |
| 1re                                             | François de Rugy*                       |       | LREM  | LREM   | Mounir Belhamiti    |       | LREM       | RE        |
| 2e                                              | Valérie Oppelt                          |       | LREM  | LREM   | Andy Kerbrat        |       | LFI - PEPS | LFI-NUPES |
| 3e                                              | Anne-France Brunet                      |       | LREM  | LREM   | Ségolène Amiot      |       | LFI        | LFI-NUPES |
| 4e                                              | Aude Amadou                             |       | LREM  | LREM   | Julie Laernoes      |       | EÉLV       | ÉCO-NUPES |
| 5e                                              | Luc Geismar suppléant de Sarah El Haïry |       | MoDem | MoDem  | Sarah El Haïry      |       | MoDem      | DEM       |
| 6e                                              | Yves Daniel*                            |       | LREM  | LREM   | Jean-Claude Raux    |       | SE         | ÉCO-NUPES |
| 7e                                              | Sandrine Josso                          |       | MoDem | MoDem  | Sandrine Josso      |       | MoDem      | DEM       |
| 8e                                              | Audrey Dufeu                            |       | LREM  | LREM   | Matthias Tavel      |       | LFI        | LFI-NUPES |
| 9e                                              | Yannick Haury                           |       | LREM  | LREM   | Yannick Haury       |       | LREM       | RE        |
| 10e                                             | Sophie Errante                          |       | LREM  | LREM   | Sophie Errante      |       | LREM       | RE        |
| * Député sortant ne se représentant pas en 2022 |                                         |       |       |        |                     |       |            |           |

### Résultats à l'échelle du département

#### Résultats par coalition
| Parti et coalition                                           | Parti et coalition                                           | Parti et coalition                            | Premier tour | Premier tour | Premier tour | Second tour   | Second tour   | Second tour | Total sièges  | +/-           |  |
| Parti et coalition                                           | Parti et coalition                                           | Parti et coalition                            | Voix         | %            | Sièges       | Voix          | %             | Sièges      | Total sièges  | +/-           |  |
| ------------------------------------------------------------ | ------------------------------------------------------------ | --------------------------------------------- | ------------ | ------------ | ------------ | ------------- | ------------- | ----------- | ------------- | ------------- |  |
|                                                              |                                                              | La France insoumise (LFI)                     | 96 819       | 18,21        | 0            | 126 906       | 25,27         | 3           | 3             | 3             |  |
|                                                              | Europe Écologie Les Verts (EELV)                             | 20 291                                        | 3,82         | 0            | 26 411       | 5,26          | 1             | 1           | 1             |               |  |
|                                                              | Parti ouvrier indépendant (POI)                              | 18 384                                        | 3,46         | 0            | 27 908       | 5,56          | 0             | 0           | Nv            |               |  |
|                                                              | Indépendant (SE)                                             | 17 755                                        | 3,34         | 0            | 26 874       | 5,35          | 1             | 1           | 1             |               |  |
|                                                              | Parti socialiste (PS)                                        | 15 343                                        | 2,89         | 0            | 18 739       | 3,73          | 0             | 0           | en stagnation |               |  |
|                                                              | Parti communiste français (PCF)                              | 14 147                                        | 2,66         | 0            | 23 381       | 4,66          | 0             | 0           | en stagnation |               |  |
| Total Nouvelle Union populaire écologique et sociale (NUPES) | Total Nouvelle Union populaire écologique et sociale (NUPES) | 182 379                                       | 34,37        | 0            | 250 219      | 49,83         | 5             | 5           | 5             |               |  |
|                                                              |                                                              | La République en marche (LREM)                | 116 064      | 21,83        | 0            | 186 974       | 37,24         | 3           | 3             | 5             |  |
|                                                              | Mouvement démocrate (MoDem)                                  | 37 343                                        | 7,02         | 0            | 64 908       | 12,93         | 2             | 2           | en stagnation |               |  |
| Total Ensemble (ENS)                                         | Total Ensemble (ENS)                                         | 153 407                                       | 28,85        | 0            | 251 882      | 50,17         | 5             | 5           | 5             |               |  |
|                                                              | Rassemblement national (RN)                                  | Rassemblement national (RN)                   | 65 552       | 12,33        | 0            |               |               |             | 0             | en stagnation |  |
|                                                              |                                                              | Les Républicains (LR)                         | 39 521       | 7,43         | 0            | 0             | en stagnation |             |               |               |  |
|                                                              | Union des démocrates et indépendants (UDI)                   | 3 792                                         | 0,71         | 0            | 0            | en stagnation |               |             |               |               |  |
|                                                              | Les Centristes (LC)                                          | 2 741                                         | 0,52         | 0            | 0            | Nv            |               |             |               |               |  |
| Total Union de la droite et du centre (UDC)                  | Total Union de la droite et du centre (UDC)                  | 46 054                                        | 8,66         | 0            | 0            | en stagnation |               |             |               |               |  |
|                                                              |                                                              | Reconquête (REC)                              | 17 271       | 3,25         | 0            | 0             | Nv            |             |               |               |  |
|                                                              | Via, la voie du peuple (VIA)                                 | 1 912                                         | 0,36         | 0            | 0            | en stagnation |               |             |               |               |  |
| Total Reconquête et alliés (REC)                             | Total Reconquête et alliés (REC)                             | 19 183                                        | 3,61         | 0            | 0            | en stagnation |               |             |               |               |  |
|                                                              | Dissidents Ensemble                                          | Dissidents Ensemble                           | 15 259       | 2,87         | 0            | 0             | Nv            |             |               |               |  |
|                                                              |                                                              | Debout la France (DLF)                        | 3 066        | 0,58         | 0            | 0             | en stagnation |             |               |               |  |
|                                                              | Les Patriotes (LP)                                           | 3 044                                         | 0,57         | 0            | 0            | Nv            |               |             |               |               |  |
|                                                              | Génération Frexit (GF)                                       | 779                                           | 0,15         | 0            | 0            | Nv            |               |             |               |               |  |
| Total Union pour la France (UPF)                             | Total Union pour la France (UPF)                             | 6 889                                         | 1,30         | 0            | 0            | en stagnation |               |             |               |               |  |
|                                                              | Lutte ouvrière (LO)                                          | Lutte ouvrière (LO)                           | 5 813        | 1,09         | 0            | 0             | en stagnation |             |               |               |  |
|                                                              | Dissidents NUPES                                             | Dissidents NUPES                              | 5 174        | 0,97         | 0            | 0             | Nv            |             |               |               |  |
|                                                              | Le Mouvement de la ruralité (LMR)                            | Le Mouvement de la ruralité (LMR)             | 5 091        | 0,96         | 0            | 0             | Nv            |             |               |               |  |
|                                                              | Écologie au centre (ÉAC)                                     | Écologie au centre (ÉAC)                      | 4 642        | 0,87         | 0            | 0             | en stagnation |             |               |               |  |
|                                                              | Parti animaliste (PA)                                        | Parti animaliste (PA)                         | 4 336        | 0,82         | 0            | 0             | en stagnation |             |               |               |  |
|                                                              |                                                              | Parti breton (PB)                             | 3 931        | 0,74         | 0            | 0             | en stagnation |             |               |               |  |
| Total Pays unis (PU)                                         | Total Pays unis (PU)                                         | 3 931                                         | 0,74         | 0            | 0            | en stagnation |               |             |               |               |  |
|                                                              |                                                              | Mouvement républicain et citoyen (MRC)        | 2 202        | 0,41         | 0            | 0             | en stagnation |             |               |               |  |
| Total Fédération de la gauche républicaine (FGR)             | Total Fédération de la gauche républicaine (FGR)             | 2 202                                         | 0,41         | 0            | 0            | en stagnation |               |             |               |               |  |
|                                                              |                                                              | Union démocratique bretonne (UDB)             | 1 868        | 0,35         | 0            | 0             | en stagnation |             |               |               |  |
| Total Régions et peuples solidaires (R&PS)                   | Total Régions et peuples solidaires (R&PS)                   | 1 868                                         | 0,35         | 0            | 0            | en stagnation |               |             |               |               |  |
|                                                              |                                                              | Le Trèfle - Les nouveaux écologistes (LT-LNÉ) | 1 852        | 0,35         | 0            | 0             | en stagnation |             |               |               |  |
| Total Tous unis pour le vivant (TUPV)                        | Total Tous unis pour le vivant (TUPV)                        | 1 852                                         | 0,35         | 0            | 0            | en stagnation |               |             |               |               |  |
|                                                              | Parti pirate (PP)                                            | Parti pirate (PP)                             | 1 374        | 0,26         | 0            | 0             | en stagnation |             |               |               |  |
|                                                              | Résistons (RES)                                              | Résistons (RES)                               | 1 284        | 0,24         | 0            | 0             | Nv            |             |               |               |  |
|                                                              | Volt France (Volt)                                           | Volt France (Volt)                            | 1 173        | 0,22         | 0            | 0             | Nv            |             |               |               |  |
|                                                              | Parti révolutionnaire « Communistes » (PRC)                  | Parti révolutionnaire « Communistes » (PRC)   | 426          | 0,08         | 0            | 0             | en stagnation |             |               |               |  |
|                                                              | Ensemble pour les libertés (EPL)                             | Ensemble pour les libertés (EPL)              | 260          | 0,05         | 0            | 0             | Nv            |             |               |               |  |
|                                                              | Parti ouvrier indépendant démocratique (POID)                | Parti ouvrier indépendant démocratique (POID) | 194          | 0,04         | 0            | 0             | Nv            |             |               |               |  |
|                                                              | Fédération Française de Citoyenneté (FFC)                    | Fédération Française de Citoyenneté (FFC)     | 149          | 0,03         | 0            | 0             | Nv            |             |               |               |  |
|                                                              | Autres partis                                                | Autres partis                                 | 1 448        | 0,27         | 0            | 0             | en stagnation |             |               |               |  |
|                                                              | Sans étiquette (SE)                                          | Sans étiquette (SE)                           | 1 455        | 0,27         | 0            | 0             | en stagnation |             |               |               |  |
|                                                              |                                                              |                                               |              |              |              |               |               |             |               |               |  |
| Suffrages exprimés                                           | Suffrages exprimés                                           | Suffrages exprimés                            | 531 755      | 97,85        |              | 502 101       | 93,72         |             |               |               |  |
| Votes blancs                                                 | Votes blancs                                                 | Votes blancs                                  | 8 738        | 1,61         | 24 318       | 4,54          |               |             |               |               |  |
| Votes nuls                                                   | Votes nuls                                                   | Votes nuls                                    | 2 958        | 0,54         | 9 325        | 1,74          |               |             |               |               |  |
| Total                                                        | Total                                                        | Total                                         | 543 451      | 100          | 0            | 535 744       | 100           | 10          | 10            | en stagnation |  |
| Abstentions                                                  | Abstentions                                                  | Abstentions                                   | 517 480      | 48,78        |              | 525 352       | 49,51         |             |               |               |  |
| Inscrits/Participation                                       | Inscrits/Participation                                       | Inscrits/Participation                        | 1 060 931    | 51,22        | 1 061 096    | 50,49         |               |             |               |               |  |

#### Résultats par nuance
| Nuance                 | Nuance                                         | Nuance                 | Premier tour | Premier tour | Premier tour | Second tour | Second tour   | Second tour | Total sièges | +/-           |  |
| Nuance                 | Nuance                                         | Nuance                 | Voix         | %            | Sièges       | Voix        | %             | Sièges      | Total sièges | +/-           |  |
| ---------------------- | ---------------------------------------------- | ---------------------- | ------------ | ------------ | ------------ | ----------- | ------------- | ----------- | ------------ | ------------- |  |
|                        | Nouvelle Union populaire écologique et sociale | NUP                    | 182 739      | 34,37        | 0            | 250 219     | 49,83         | 5           | 5            | 5             |  |
|                        | Ensemble !                                     | ENS                    | 153 407      | 28,85        | 0            | 251 882     | 50,17         | 5           | 5            | 5             |  |
|                        | Rassemblement national                         | RN                     | 65 552       | 12,33        |              |             |               | 0           | 0            | en stagnation |  |
|                        | Les Républicains                               | LR                     | 39 521       | 7,43         | 0            | 0           | en stagnation |             |              |               |  |
|                        | Reconquête                                     | REC                    | 19 183       | 3,61         | 0            | 0           | Nv            |             |              |               |  |
|                        | Divers centre                                  | DVC                    | 18 000       | 3,39         | 0            | 0           | Nv            |             |              |               |  |
|                        | Ecologistes                                    | ECO                    | 11 758       | 2,21         | 0            | 0           | en stagnation |             |              |               |  |
|                        | Divers gauche                                  | DVG                    | 8 808        | 1,66         | 0            | 0           | en stagnation |             |              |               |  |
|                        | Régionaliste                                   | REG                    | 7 678        | 1,44         | 0            | 0           | en stagnation |             |              |               |  |
|                        | Droite souverainiste                           | DSV                    | 6 889        | 1,30         | 0            | 0           | en stagnation |             |              |               |  |
|                        | Divers droite                                  | DVD                    | 6 375        | 1,20         | 0            | 0           | en stagnation |             |              |               |  |
|                        | Divers extrême gauche                          | DXG                    | 6 433        | 1,21         | 0            | 0           | en stagnation |             |              |               |  |
|                        | Union des démocrates et indépendants           | UDI                    | 3 792        | 0,71         | 0            | 0           | en stagnation |             |              |               |  |
|                        | Divers                                         | DIV                    | 1 620        | 0,30         | 0            | 0           | en stagnation |             |              |               |  |
|                        |                                                |                        |              |              |              |             |               |             |              |               |  |
| Suffrages exprimés     | Suffrages exprimés                             | Suffrages exprimés     | 531 755      | 97,85        |              | 502 101     | 93,72         |             |              |               |  |
| Votes blancs           | Votes blancs                                   | Votes blancs           | 8 738        | 1,61         | 24 318       | 4,54        |               |             |              |               |  |
| Votes nuls             | Votes nuls                                     | Votes nuls             | 2 958        | 0,54         | 9 325        | 1,74        |               |             |              |               |  |
| Total                  | Total                                          | Total                  | 543 451      | 100          | 0            | 535 744     | 100           | 10          | 10           | en stagnation |  |
| Abstentions            | Abstentions                                    | Abstentions            | 517 480      | 48,78        |              | 525 352     | 49,51         |             |              |               |  |
| Inscrits/Participation | Inscrits/Participation                         | Inscrits/Participation | 1 060 931    | 51,22        | 1 061 096    | 50,49       |               |             |              |               |  |

### Cartes

Nuance politique des candidats arrivés en tête dans chaque commune au 1er tour.
Nuance politique des candidats arrivés en tête dans chaque commune au 2e tour.

### Résultats par circonscription

#### Première circonscription
Député sortant : François de Rugy (La République en marche)
| Candidat                 | Candidat                 | Parti et coalition       | Nuances                  | Premier tour | Premier tour | Second tour | Second tour |
| Candidat                 | Candidat                 | Parti et coalition       | Nuances                  | Voix         | %            | Voix        | %           |
| ------------------------ | ------------------------ | ------------------------ | ------------------------ | ------------ | ------------ | ----------- | ----------- |
|                          | Karim Benbrahim          | PS (NUPES)               | NUP                      | 15 343       | 36,97        | 18 739      | 47,92       |
|                          | Mounir Belhamiti         | LREM (ENS)               | ENS                      | 13 067       | 31,48        | 20 367      | 52,08       |
|                          | Anthony Béraud           | LR (UDC)                 | LR                       | 5 212        | 12,56        |             |             |
|                          | Bryan Pecqueur           | RN                       | RN                       | 2 652        | 6,39         |             |             |
|                          | Carol Godon              | REC                      | REC                      | 1 984        | 4,78         |             |             |
|                          | Nicole Girel             | LT-LNÉ (TUPV)            | ECO                      | 1 852        | 4,46         |             |             |
|                          | Jean-Claude Lhommeau     | DLF (UPF)                | DSV                      | 368          | 0,89         |             |             |
|                          | Nicolas Patard           | PA                       | ECO                      | 318          | 0,77         |             |             |
|                          | Hélène Defrance          | LO                       | DXG                      | 284          | 0,68         |             |             |
|                          | Pascal Davoz             | EPL                      | ECO                      | 260          | 0,63         |             |             |
|                          | Bernard Chretien         | SE                       | DIV                      | 72           | 0,17         |             |             |
|                          | Vincent Menant           | PP                       | REG                      | 50           | 0,12         |             |             |
|                          | David Tan                | FFC                      | DIV                      | 42           | 0,10         |             |             |
|                          |                          |                          |                          |              |              |             |             |
| Votes valides            | Votes valides            | Votes valides            | Votes valides            | 41 504       | 98,40        | 39 106      | 94,47       |
| Votes blancs             | Votes blancs             | Votes blancs             | Votes blancs             | 573          | 1,36         | 1 913       | 4,64        |
| Votes nuls               | Votes nuls               | Votes nuls               | Votes nuls               | 101          | 0,24         | 372         | 0,88        |
| Total                    | Total                    | Total                    | Total                    | 42 178       | 100          | 41 391      | 100         |
| Abstention               | Abstention               | Abstention               | Abstention               | 34 947       | 45,31        | 35 737      | 46,61       |
| Inscrits / participation | Inscrits / participation | Inscrits / participation | Inscrits / participation | 77 125       | 54,69        | 77 128      | 53,39       |

#### Deuxième circonscription
Députée sortante : Valérie Oppelt (La République en marche)
| Candidat                 | Candidat                   | Parti et coalition       | Nuances                  | Premier tour | Premier tour | Second tour | Second tour |
| Candidat                 | Candidat                   | Parti et coalition       | Nuances                  | Voix         | %            | Voix        | %           |
| ------------------------ | -------------------------- | ------------------------ | ------------------------ | ------------ | ------------ | ----------- | ----------- |
|                          | Andy Kerbrat               | LFI - PEPS (NUPES)       | NUP                      | 23 524       | 46,62        | 26 851      | 55,80       |
|                          | Valérie Oppelt             | LREM (ENS)               | ENS                      | 14 350       | 28,44        | 21 271      | 44,20       |
|                          | Foulques Chombart de Lauwe | LR (UDC)                 | LR                       | 4 717        | 9,35         |             |             |
|                          | Nicolas Gasnier            | RN                       | RN                       | 2 520        | 4,99         |             |             |
|                          | Cécile Scheffen            | REC                      | REC                      | 2 077        | 4,12         |             |             |
|                          | Christine Lambart          | Volt                     | REG                      | 1 173        | 2,32         |             |             |
|                          | Elisa Priollaud            | PP                       | REG                      | 515          | 1,02         |             |             |
|                          | Sébastien Milbeo           | PA                       | ECO                      | 508          | 1,01         |             |             |
|                          | Ludivine Dalichoux         | LP (UPF)                 | DSV                      | 491          | 0,97         |             |             |
|                          | Nicolas Bazille            | LO                       | DXG                      | 385          | 0,76         |             |             |
|                          | Olivier Gardent            | POID                     | DXG                      | 194          | 0,38         |             |             |
|                          |                            |                          |                          |              |              |             |             |
| Votes valides            | Votes valides              | Votes valides            | Votes valides            | 50 454       | 98,34        | 48 122      | 95,60       |
| Votes blancs             | Votes blancs               | Votes blancs             | Votes blancs             | 662          | 1,29         | 1 664       | 3,31        |
| Votes nuls               | Votes nuls                 | Votes nuls               | Votes nuls               | 191          | 0,37         | 551         | 1,09        |
| Total                    | Total                      | Total                    | Total                    | 51 307       | 100          | 50 337      | 100         |
| Abstention               | Abstention                 | Abstention               | Abstention               | 40 126       | 43,89        | 41 086      | 44,94       |
| Inscrits / participation | Inscrits / participation   | Inscrits / participation | Inscrits / participation | 91 433       | 56,11        | 91 423      | 55,06       |

#### Troisième circonscription
Députée sortante : Anne-France Brunet (La République en marche)
| Candidat                 | Candidat                 | Parti et coalition       | Nuances                  | Premier tour | Premier tour | Second tour | Second tour |
| Candidat                 | Candidat                 | Parti et coalition       | Nuances                  | Voix         | %            | Voix        | %           |
| ------------------------ | ------------------------ | ------------------------ | ------------------------ | ------------ | ------------ | ----------- | ----------- |
|                          | Ségolène Amiot           | LFI (NUPES)              | NUP                      | 19 990       | 42,87        | 24 837      | 55,70       |
|                          | Anne-France Brunet       | LREM (ENS)               | ENS                      | 13 662       | 29,30        | 19 752      | 44,30       |
|                          | Véronique Jarry          | RN                       | RN                       | 4 622        | 9,91         |             |             |
|                          | Sophie Van Goethem       | LR (UDC)                 | LR                       | 2 686        | 5,76         |             |             |
|                          | Thibault Fauchait        | REC                      | REC                      | 1 523        | 3,27         |             |             |
|                          | Gwenvaël Duret           | UDB (RPS)                | REG                      | 1 271        | 2,73         |             |             |
|                          | Gildas Perrot,           | PB (PU)                  | REG                      | 881          | 1,89         |             |             |
|                          | Ophélie Guéguen          | PA                       | ECO                      | 612          | 1,31         |             |             |
|                          | Benjamin Duprat          | LP (UPF)                 | DSV                      | 585          | 1,25         |             |             |
|                          | Hélène Dolidon           | LO                       | DXG                      | 510          | 1,09         |             |             |
|                          | Olivier Terrien          | PRC                      | DXG                      | 287          | 0,62         |             |             |
|                          |                          |                          |                          |              |              |             |             |
| Votes valides            | Votes valides            | Votes valides            | Votes valides            | 46 629       | 97,39        | 44 589      | 94,28       |
| Votes blancs             | Votes blancs             | Votes blancs             | Votes blancs             | 1 031        | 2,15         | 2 169       | 4,59        |
| Votes nuls               | Votes nuls               | Votes nuls               | Votes nuls               | 221          | 0,46         | 535         | 1,13        |
| Total                    | Total                    | Total                    | Total                    | 47 881       | 100          | 47 293      | 100         |
| Abstention               | Abstention               | Abstention               | Abstention               | 48 854       | 50,50        | 49 460      | 51,12       |
| Inscrits / participation | Inscrits / participation | Inscrits / participation | Inscrits / participation | 96 735       | 49,50        | 96 753      | 48,88       |

#### Quatrième circonscription
Députée sortante : Aude Amadou (La République en marche)
| Candidat                 | Candidat                 | Parti et coalition       | Nuances                  | Premier tour | Premier tour | Second tour | Second tour |
| Candidat                 | Candidat                 | Parti et coalition       | Nuances                  | Voix         | %            | Voix        | %           |
| ------------------------ | ------------------------ | ------------------------ | ------------------------ | ------------ | ------------ | ----------- | ----------- |
|                          | Julie Laernoes           | EÉLV (NUPES)             | NUP                      | 20 291       | 42,82        | 26 411      | 58,03       |
|                          | Aude Amadou              | LREM (ENS)               | ENS                      | 13 908       | 29,35        | 19 105      | 41,97       |
|                          | Gaelle Pineau            | RN                       | RN                       | 4 838        | 10,21        |             |             |
|                          | Sophie Pavageau          | LR (UDC)                 | LR                       | 2 737        | 5,78         |             |             |
|                          | Bruno Chevalier          | MRC (FGR)                | DVG                      | 2 202        | 4,65         |             |             |
|                          | Yohan Buteau             | REC                      | REC                      | 1 180        | 2,49         |             |             |
|                          | Frédéric Mesguich        | PA                       | ECO                      | 538          | 1,14         |             |             |
|                          | Nadège Bugnon            | LP (UPF)                 | DSV                      | 535          | 1,13         |             |             |
|                          | Alexandre Basque         | PP                       | REG                      | 535          | 1,13         |             |             |
|                          | Stéphane Pellegrini      | LO                       | DXG                      | 461          | 0,97         |             |             |
|                          | Christine Picavez        | PRC                      | DXG                      | 139          | 0,29         |             |             |
|                          | Matthias Prod'homme      | AF                       | DVG                      | 28           | 0,06         |             |             |
|                          |                          |                          |                          |              |              |             |             |
| Votes valides            | Votes valides            | Votes valides            | Votes valides            | 47 392       | 98,25        | 45 516      | 95,01       |
| Votes blancs             | Votes blancs             | Votes blancs             | Votes blancs             | 585          | 1,21         | 1 652       | 3,45        |
| Votes nuls               | Votes nuls               | Votes nuls               | Votes nuls               | 257          | 0,53         | 737         | 1,54        |
| Total                    | Total                    | Total                    | Total                    | 48 234       | 100          | 47 905      | 100         |
| Abstention               | Abstention               | Abstention               | Abstention               | 45 027       | 48,28        | 45 376      | 48,64       |
| Inscrits / participation | Inscrits / participation | Inscrits / participation | Inscrits / participation | 93 261       | 51,72        | 93 281      | 51,36       |

#### Cinquième circonscription
Député sortant : Luc Geismar (Mouvement démocrate)
| Candidat                 | Candidat                 | Parti et coalition       | Nuances                  | Premier tour | Premier tour | Second tour | Second tour |
| Candidat                 | Candidat                 | Parti et coalition       | Nuances                  | Voix         | %            | Voix        | %           |
| ------------------------ | ------------------------ | ------------------------ | ------------------------ | ------------ | ------------ | ----------- | ----------- |
|                          | Sarah El Haïry           | MoDem (ENS)              | ENS                      | 24 235       | 37,45        | 33 834      | 54,41       |
|                          | Sabine Lalande           | LFI (NUPES)              | NUP                      | 21 174       | 32,72        | 28 348      | 45,59       |
|                          | Millà Karcher            | RN                       | RN                       | 7 475        | 11,55        |             |             |
|                          | Didier Garnier           | LC (UDC)                 | DVC                      | 2 741        | 4,24         |             |             |
|                          | Jérôme Debuire           | EAC                      | ECO                      | 2 686        | 4,15         |             |             |
|                          | Arnaud Clémence          | REC                      | REC                      | 2 394        | 3,70         |             |             |
|                          | Romain Vincent           | RES                      | DVD                      | 1 284        | 1,98         |             |             |
|                          | Laure Avot               | GF (UPF)                 | DSV                      | 779          | 1,20         |             |             |
|                          | Tadeusz Kucharczyk       | SE                       | DIV                      | 688          | 1,06         |             |             |
|                          | Emmanuelle Clopeau       | LO                       | DXG                      | 630          | 0,97         |             |             |
|                          | Maëlig Trédan,           | PB (PU)                  | REG                      | 624          | 0,96         |             |             |
|                          |                          |                          |                          |              |              |             |             |
| Votes valides            | Votes valides            | Votes valides            | Votes valides            | 64 710       | 97,99        | 62 182      | 94,26       |
| Votes blancs             | Votes blancs             | Votes blancs             | Votes blancs             | 1 033        | 1,56         | 2 766       | 4,19        |
| Votes nuls               | Votes nuls               | Votes nuls               | Votes nuls               | 297          | 0,45         | 1 021       | 1,55        |
| Total                    | Total                    | Total                    | Total                    | 66 040       | 100          | 65 969      | 100         |
| Abstention               | Abstention               | Abstention               | Abstention               | 59 856       | 47,54        | 59 950      | 47,61       |
| Inscrits / participation | Inscrits / participation | Inscrits / participation | Inscrits / participation | 125 896      | 52,46        | 125 919     | 52,39       |

#### Sixième circonscription
Député sortant : Yves Daniel (La République en marche)
| Candidat                 | Candidat                 | Parti et coalition       | Nuances                  | Premier tour | Premier tour | Second tour | Second tour |
| Candidat                 | Candidat                 | Parti et coalition       | Nuances                  | Voix         | %            | Voix        | %           |
| ------------------------ | ------------------------ | ------------------------ | ------------------------ | ------------ | ------------ | ----------- | ----------- |
|                          | Jean-Claude Raux         | SE (NUPES)               | NUP                      | 17 755       | 32,77        | 26 874      | 52,89       |
|                          | Jordan Esnault           | LREM (ENS)               | ENS                      | 13 649       | 25,19        | 23 939      | 47,11       |
|                          | Teddy Bougot             | RN                       | RN                       | 9 324        | 17,21        |             |             |
|                          | François Guyot           | LR (UDC)                 | LR                       | 5 179        | 9,56         |             |             |
|                          | François-Xavier Le Hécho | LREM diss.               | DVC                      | 2 108        | 3,89         |             |             |
|                          | Sandra Bureau            | VIA                      | REC                      | 1 912        | 3,53         |             |             |
|                          | Catherine Laillé         | LMR                      | DVD                      | 1 624        | 3,00         |             |             |
|                          | Tony Petit               | DLF (UPF)                | DSV                      | 808          | 1,49         |             |             |
|                          | Marie-Paule Catheline    | LO                       | DXG                      | 735          | 1,36         |             |             |
|                          | Karine Letellier         | PA                       | ECO                      | 580          | 1,07         |             |             |
|                          | Jacky Flippot,           | PB (PU)                  | REG                      | 514          | 0,95         |             |             |
|                          |                          |                          |                          |              |              |             |             |
| Votes valides            | Votes valides            | Votes valides            | Votes valides            | 54 188       | 97,19        | 50 813      | 92,46       |
| Votes blancs             | Votes blancs             | Votes blancs             | Votes blancs             | 1 132        | 2,03         | 2 803       | 5,10        |
| Votes nuls               | Votes nuls               | Votes nuls               | Votes nuls               | 433          | 0,78         | 1 339       | 2,44        |
| Total                    | Total                    | Total                    | Total                    | 55 753       | 100          | 54 955      | 100         |
| Abstention               | Abstention               | Abstention               | Abstention               | 59 617       | 51,67        | 60 449      | 52,38       |
| Inscrits / participation | Inscrits / participation | Inscrits / participation | Inscrits / participation | 115 370      | 48,33        | 115 404     | 47,62       |

#### Septième circonscription
Députée sortante : Sandrine Josso (Mouvement démocrate)
| Candidat                 | Candidat                 | Parti et coalition       | Nuances                  | Premier tour | Premier tour | Second tour | Second tour |
| Candidat                 | Candidat                 | Parti et coalition       | Nuances                  | Voix         | %            | Voix        | %           |
| ------------------------ | ------------------------ | ------------------------ | ------------------------ | ------------ | ------------ | ----------- | ----------- |
|                          | Véronique Mahé           | PCF (NUPES)              | NUP                      | 14 147       | 24,26        | 23 381      | 42,94       |
|                          | Sandrine Josso           | MoDem (ENS)              | ENS                      | 13 108       | 22,48        | 31 074      | 57,06       |
|                          | Laurence Le Page         | RN                       | RN                       | 9 309        | 15,96        |             |             |
|                          | Bertrand Plouvier        | LR (UDC)                 | LR                       | 7 712        | 13,22        |             |             |
|                          | Jean-Yves Gontier        | LREM diss.               | DVC                      | 5 810        | 9,96         |             |             |
|                          | Laurent Gaudeau          | REC                      | REC                      | 3 008        | 5,16         |             |             |
|                          | Alain Seillé             | EAC                      | ECO                      | 1 956        | 3,35         |             |             |
|                          | Gaël Bourdeau            | DLF (UPF)                | DSV                      | 955          | 1,64         |             |             |
|                          | Martine Aury             | LMR                      | DVD                      | 881          | 1,51         |             |             |
|                          | Marie-France Belin       | LO                       | DXG                      | 744          | 1,28         |             |             |
|                          | Donatienne Jossic,       | PB (PU)                  | ECO                      | 668          | 1,15         |             |             |
|                          | Olivier Boutry           | PCV                      | DIV                      | 16           | 0,03         |             |             |
|                          |                          |                          |                          |              |              |             |             |
| Votes valides            | Votes valides            | Votes valides            | Votes valides            | 58 314       | 97,57        | 54 455      | 91,98       |
| Votes blancs             | Votes blancs             | Votes blancs             | Votes blancs             | 1 095        | 1,83         | 3 566       | 6,02        |
| Votes nuls               | Votes nuls               | Votes nuls               | Votes nuls               | 358          | 0,60         | 1 182       | 2,00        |
| Total                    | Total                    | Total                    | Total                    | 59 767       | 100          | 59 203      | 100         |
| Abstention               | Abstention               | Abstention               | Abstention               | 57 535       | 49,05        | 58 119      | 49,54       |
| Inscrits / participation | Inscrits / participation | Inscrits / participation | Inscrits / participation | 117 302      | 50,95        | 117 322     | 50,46       |

#### Huitième circonscription
Député sortant : Audrey Dufeu (La République en marche)
| Candidat                 | Candidat                 | Parti et coalition       | Nuances                  | Premier tour | Premier tour | Second tour | Second tour |
| Candidat                 | Candidat                 | Parti et coalition       | Nuances                  | Voix         | %            | Voix        | %           |
| ------------------------ | ------------------------ | ------------------------ | ------------------------ | ------------ | ------------ | ----------- | ----------- |
|                          | Matthias Tavel,          | LFI (NUPES)              | NUP                      | 13 432       | 32,04        | 21 596      | 54,45       |
|                          | Audrey Dufeu             | LREM (ENS)               | ENS                      | 11 341       | 27,05        | 18 063      | 45,55       |
|                          | Gauthier Bouchet         | RN                       | RN                       | 6 443        | 15,37        |             |             |
|                          | Xavier Perrin            | PS diss.                 | DVG                      | 5 174        | 12,34        |             |             |
|                          | Andréa Porcher           | LR (UDC)                 | LR                       | 1 901        | 4,53         |             |             |
|                          | Frédérica Duvillier      | REC                      | REC                      | 1 059        | 2,53         |             |             |
|                          | Eddy Le Beller           | LO                       | DXG                      | 648          | 1,55         |             |             |
|                          | Hervé Carro              | UDB (RPS)                | REG                      | 597          | 1,42         |             |             |
|                          | Edith Masson             | LP (UPF)                 | DSV                      | 475          | 1,13         |             |             |
|                          | Bénédicte Petreau        | PA                       | ECO                      | 462          | 1,10         |             |             |
|                          | Evelyne Desmarie         | PB (PU)                  | REG                      | 277          | 0,66         |             |             |
|                          | David Bouchez            | FFC                      | DIV                      | 107          | 0,26         |             |             |
|                          | Cécilia Bossard          | PP                       | REG                      | 12           | 0,03         |             |             |
|                          |                          |                          |                          |              |              |             |             |
| Votes valides            | Votes valides            | Votes valides            | Votes valides            | 41 928       | 98,34        | 39 659      | 93,81       |
| Votes blancs             | Votes blancs             | Votes blancs             | Votes blancs             | 507          | 1,19         | 1 809       | 4,28        |
| Votes nuls               | Votes nuls               | Votes nuls               | Votes nuls               | 202          | 0,47         | 807         | 1,91        |
| Total                    | Total                    | Total                    | Total                    | 42 637       | 100          | 42 275      | 100         |
| Abstention               | Abstention               | Abstention               | Abstention               | 47 488       | 52,69        | 47 886      | 53,11       |
| Inscrits / participation | Inscrits / participation | Inscrits / participation | Inscrits / participation | 90 125       | 47,31        | 90 161      | 46,89       |

#### Neuvième circonscription
Député sortant : Yannick Haury (La République en marche)
| Candidat                 | Candidat                 | Parti et coalition       | Nuances                  | Premier tour | Premier tour | Second tour | Second tour |
| Candidat                 | Candidat                 | Parti et coalition       | Nuances                  | Voix         | %            | Voix        | %           |
| ------------------------ | ------------------------ | ------------------------ | ------------------------ | ------------ | ------------ | ----------- | ----------- |
|                          | Hélène Macon,            | POI (NUPES)              | NUP                      | 18 384       | 28,60        | 27 908      | 46,88       |
|                          | Yannick Haury            | LREM (ENS)               | ENS                      | 16 449       | 25,59        | 31 625      | 53,12       |
|                          | Bastian Maldiney         | RN                       | RN                       | 11 358       | 17,67        |             |             |
|                          | Paul Brounais            | H diss.                  | DVC                      | 7 341        | 11,42        |             |             |
|                          | Alain Le Coz             | UDI (UDC)                | UDI                      | 3 792        | 5,90         |             |             |
|                          | Laurent Chomard          | REC                      | REC                      | 2 067        | 3,22         |             |             |
|                          | Dominique Pilet          | LMR                      | DVD                      | 1 660        | 2,58         |             |             |
|                          | Alain Avello             | LP (UPF)                 | DSV                      | 958          | 1,49         |             |             |
|                          | Annie Hervo              | LO                       | DXG                      | 853          | 1,33         |             |             |
|                          | Ulrich Jambrin-Rozier    | PA                       | ECO                      | 671          | 1,04         |             |             |
|                          | Maryse Renaudin,         | PB (PU)                  | REG                      | 491          | 0,76         |             |             |
|                          | Alexandre Moutot         | PP                       | REG                      | 262          | 0,41         |             |             |
|                          |                          |                          |                          |              |              |             |             |
| Votes valides            | Votes valides            | Votes valides            | Votes valides            | 64 286       | 97,68        | 59 533      | 92,53       |
| Votes blancs             | Votes blancs             | Votes blancs             | Votes blancs             | 1 120        | 1,70         | 3 311       | 5,15        |
| Votes nuls               | Votes nuls               | Votes nuls               | Votes nuls               | 410          | 0,62         | 1 497       | 2,33        |
| Total                    | Total                    | Total                    | Total                    | 65 816       | 100          | 64 341      | 100         |
| Abstention               | Abstention               | Abstention               | Abstention               | 64 111       | 49,34        | 65 589      | 50,48       |
| Inscrits / participation | Inscrits / participation | Inscrits / participation | Inscrits / participation | 129 927      | 50,66        | 129 930     | 49,52       |

#### Dixième circonscription
Députée sortante : Sophie Errante (La République en marche)
| Candidat                 | Candidat                 | Parti et coalition       | Nuances                  | Premier tour | Premier tour | Second tour | Second tour |
| Candidat                 | Candidat                 | Parti et coalition       | Nuances                  | Voix         | %            | Voix        | %           |
| ------------------------ | ------------------------ | ------------------------ | ------------------------ | ------------ | ------------ | ----------- | ----------- |
|                          | Sophie Errante           | LREM (ENS)               | ENS                      | 19 638       | 31,50        | 32 852      | 56,52       |
|                          | Bruno Cailleteau         | LFI (NUPES)              | NUP                      | 18 699       | 29,99        | 25 274      | 43,48       |
|                          | Charlotte Luquiau        | LR (UDC)                 | LR                       | 9 377        | 15,04        |             |             |
|                          | Geneviève Bannwarth      | RN                       | RN                       | 7 011        | 11,24        |             |             |
|                          | Sabine Leger             | REC                      | REC                      | 1 979        | 3,17         |             |             |
|                          | Guillaume Bonamy         | GPQA                     | DVG                      | 1 404        | 2,25         |             |             |
|                          | Florence Lempernesse     | DLF (UPF)                | DSV                      | 935          | 1,50         |             |             |
|                          | Philippe Chéneau         | LMR                      | DVD                      | 926          | 1,49         |             |             |
|                          | Richard Dana             | SE                       | DIV                      | 695          | 1,11         |             |             |
|                          | Malika Saiche            | PA                       | ECO                      | 647          | 1,04         |             |             |
|                          | Emmanuèle Gardair        | LO                       | DXG                      | 563          | 0,90         |             |             |
|                          | Maxime Chéneau,          | PB (PU)                  | REG                      | 476          | 0,76         |             |             |
|                          |                          |                          |                          |              |              |             |             |
| Votes valides            | Votes valides            | Votes valides            | Votes valides            | 62 350       | 97,67        | 58 126      | 93,64       |
| Votes blancs             | Votes blancs             | Votes blancs             | Votes blancs             | 1 000        | 1,57         | 2 665       | 4,29        |
| Votes nuls               | Votes nuls               | Votes nuls               | Votes nuls               | 488          | 0,76         | 1 284       | 2,07        |
| Total                    | Total                    | Total                    | Total                    | 63 838       | 100          | 62 075      | 100         |
| Abstention               | Abstention               | Abstention               | Abstention               | 59 919       | 48,42        | 61 700      | 49,85       |
| Inscrits / participation | Inscrits / participation | Inscrits / participation | Inscrits / participation | 123 757      | 51,58        | 123 775     | 50,15       |